# 神戶電鐵
神戶電鐵股份有限公司（日语：／ Kōbe Dentetsu */?），簡稱神戶電鐵，是一間總部位於日本兵庫縣神戶市的有限公司，主要提供鐵路客運服務。當初創立時名為神戶有馬電氣鐵道株式會社，簡稱神有。現則簡稱為神鐵或神電。2004年時列入準大手私鐵。此公司所營運的粟生線有坡度達50‰的路段，因此為全國登山鐵道‰會的成員。

## 历史
- 1926年（大正15年）3月27日 - 神戶有馬電氣鐵道成立。
- 1928年（昭和3年）
  - 7月30日 - 開設巴士業務。
  - 11月28日 - 有馬線開業。
  - 12月18日 - 三田線開業。
- 1936年（昭和11年）6月29日 - 三木電氣鐵道成立。
- 1943年（昭和18年）8月31日 - 直營巴士業務轉讓給神姫合同自動車（神姫巴士前身）。
- 1945年（昭和20年）11月8日 - 在有馬線鷹取道站（當時） - 長田站之間發生列車出軌事故。
- 1947年（昭和22年）1月9日 - 與三木電氣鐵道合併，公司名稱變為「神有三木電氣鐵道」。
- 1949年（昭和24年）
  - 4月30日 - 公司名稱變為「神戶電氣鐵道」。
  - 10月1日 - 再次開始巴士業務。
- 1952年（昭和27年）4月10日 - 粟生線全線開通。
- 1961年（昭和36年）5月25日 - 與京阪神急行電鐵（現時為阪急電鐵）成為商業夥伴。
- 1968年（昭和43年）4月7日 - 鐵路線可直通至神戶高速鐵道路段。
- 1988年（昭和63年）4月1日 - 公司名稱變為現名「神戶電鐵」。
- 1991年（平成3年）10月28日 - 公園都市線開業。
- 1995年（平成7年）
  - 1月17日 - 由於發生，阪神、淡路大地震，事業受到影響。
  - 5月1日 - 總部由神戶市兵庫區新開地轉移至神戶市北區。
- 1998年（平成10年）9月30日 - 巴士業務轉移至分公司神鐵巴士。
- 1999年（平成11年）10月1日 - 加盟至「Surutto KANSAI」（智能卡公司）。
- 2004年（平成16年）7月20日 - 總部由神戶市北區轉移至神戶市兵庫區新開地。
- 2006年（平成18年）1月22日 - 有馬口站發生列車出軌事故。同年2月3日再次發生同樣事故。
- 2007年（平成19年）
  - 4月1日 - 車站開始接受智能卡「PiTaPa」。
  - 9月1日 - 車站開始接受智能卡「PiTaPa IC定期服務」。
- 2025年4月11日，神戶電鐵宣布由於使用交通IC卡月票的乘客數量增加等原因，因此將於同年的9月30日停止磁卡式定期票的販售[2][3]。

## 路線列表
| 路線記號 | 中文線名   | 日文線名 | 起點           | 終點             | 距離（公里） |
| -------- | ---------- | -------- | -------------- | ---------------- | ------------ |
| KB       | 有馬線     |          | 湊川（KB02）   | 有馬溫泉（KB16） | 22.5         |
| KB       | 三田線     |          | 有馬口（KB15） | 三田（KB29）     | 12.0         |
| KB       | 公園都市線 |          | 橫山（KB27）   | 木城中央（KB33） | 5.5          |
| KB       | 粟生線     |          | 鈴蘭台（KB06） | 粟生（KB59）     | 29.2         |
| KB       | 神戶高速線 |          | 新開地（KB01） | 湊川（KB02）     | 0.4          |

部分車站的列車到站音樂為由十九世紀德國猶太裔作曲家費利斯·孟德爾遜（Felix Mendelssohn）譜曲的A大調第4交響曲『意大利』（ Italian）第1樂章。

## 車廠
- 鈴蘭台車廠
- 見津車廠
- 第3車廠（通稱：道場車廠）

### 現時服務中的列車
客運用車輛
- 6500系
- 6000系
- 5000系
- 2000系
- 3000系
- De1100型、De1200型（通稱：1100系）
- De1150型・De1250型（通稱：1150系）
- 1500型・1600型（通稱：1500系）
- De1300型（通稱：1300系）
- De1350型（通稱：1350系）
- 1370型（通稱：1370系）[4]
- De1070型

其他
- 700型電力機車
- Kuho761、Saho762形貨車
- Deya750型
- 入換車（無系・無號碼）

## 外部連結
- 神戶電鐵 （页面存档备份，存于） - 官方網站
- Web神鐵 （页面存档备份，存于）